# Melincourt
Melincourt é uma comuna francesa na região administrativa de Borgonha-Franco-Condado, no departamento de Alto Sona. Estende-se por uma área de 14,98 km². Em 2010 a comuna tinha 240 habitantes (densidade: 16 hab./km²).